# Antiquum ministerium
Antiquum ministerium est, selon son incipit, une lettre apostolique sous forme de motu proprio du pape François, publiée le 10 mai 2021. Avec ce document, le Pape établit le ministère laïc du catéchiste comme « service permanent à l'Église locale, conformément aux besoins pastoraux reconnus par l'Ordinaire du lieu ».

## Contenu
Dans les huit premiers chapitres du document, le Pape rappelle que le ministère de catéchiste dans l’Église catholique est très ancien. Ce ministère est déjà évoqué dans le Nouveau Testament : « Parmi ceux que Dieu a placés ainsi dans l’Église, il y a premièrement des apôtres, deuxièmement des prophètes, troisièmement ceux qui ont charge d’enseigner » (1 Co 12, 28). Il ajoute que l'on ne peut « pas oublier l’innombrable multitude de laïcs qui ont pris part directement à la diffusion de l’Évangile par l’enseignement catéchétique ».
Rappelant l'enseignement du Concile Vatican II, le pape François encourage « l'implication directe des fidèles laïcs dans les diverses formes d'expression de leur charisme ». Le document rappelle que le pape Paul VI, dans sa lettre apostolique Ministeria quaedam a institué les ministères du lecteur et de l’acolyte.
Le Pape insiste sur le fait que ce ministère de catéchiste « doit être accompli sous une forme entièrement séculière sans tomber dans aucune expression de cléricalisation ». Les prêtres sont donc exclus de ce ministère, exclusivement réservé aux laïcs.
Au chapitre 8, le pape François institue le ministère laïc de catéchiste, « en vertu de l’autorité apostolique ».
C'est l'évêque qui, après un discernement adéquat, appelle des catéchistes. Le pape François établit une liste claires de critères de discernements : « des hommes et des femmes de foi profonde et de maturité humaine, qui aient une participation active à la vie de la communauté chrétienne, capables d’accueil, de générosité et d’une vie de communion fraternelle, qu’ils reçoivent une formation biblique, théologique, pastorale et pédagogique, nécessaire afin d’être des communicateurs attentifs de la vérité de la foi, et qu’ils aient déjà acquis une expérience préalable de catéchèse ».
Le pape charge la Congrégation pour le culte divin et la discipline des sacrements d'établir un rite d’institution du ministère laïc de catéchiste. Les conférences épiscopales sont appelées à rendre le ministère de catéchiste effectif.
Le texte est signé par le pape François le 10 mai 2021 et présenté le 11 mai 2021 par Rino Fisichella, président du Conseil pontifical pour la nouvelle évangélisation, et Franz-Peter Tebartz-van Elst, délégué auprès du Conseil pontifical pour la promotion de la nouvelle évangélisation. 